# Westmanland (1696)
Westmanland (62 kanoner) var ett svenskt linjeskepp, byggt 1696 under ledning av Charles Sheldon i Karlskrona. Deltog i expeditionen mot Danmark 1700 och mot Livland samma år, varvid Karl XII befann sig ombord. Var med vid slaget vid Köge bukt 1710 och sjöslaget vid Rügen 1715 samt ingick i 1721 års förenade och 1742 års flottor. Nyttjades sedan länge som plankmagasin och slopades 1788.